# Référendum italien de 1987
Le référendum italien sur le nucléaire de 1987 est un référendum mis en vote le 8 novembre 1987, soit 1 an et demi après la catastrophe nucléaire de Tchernobyl. Les projets de construction de nouvelles centrales entre 1981 et 1985 ont provoqué des luttes antinucléaires grandissantes, entrainant une forte opposition  du nord à l’extrême sud du Salente. Il comporte 5 questions, dont 3 sur le nucléaire et 2 sur la justice. 
Les questions sur le nucléaire sont :
- Supprimer le statut qui permet au Comitato interministeriale per la programmazione economica, de décider de la localisation d'une centrale nucléaire ;
- Supprimer les compensations pour les collectivités locales qui acceptent de recevoir des centrales nucléaires ou au charbon ;
- Supprimer le statut qui permet à Enel de construire des centrales nucléaires à l'étranger.

Les questions sur la justice sont : 
- Supprimer la loi qui enlève toute responsabilité des juges en cas d'erreur judiciaire ;
- Supprimer la loi qui remplace la procédure judiciaire de droits communs pour les ministres par une commission parlementaire.

Le référendum a eu une participation de 65 %. Les votants ont répondu respectivement oui aux 5 questions à 80,6 % 79,7 %, 71,9 % pour les questions sur le nucléaire et 80,2 % et 85,0 % sur les questions d'ordre judiciaire.
Le 13 juin 2011, un nouveau référendum sur le nucléaire confirme l'opposition des Italiens à la relance du nucléaire, voulue par Silvio Berlusconi. 